# Nejc Barič
Nejc Barič (Trbovlje, 23 aprile 1997) è un cestista sloveno.

## Biografia
È il fratello minore della cestista Nika.

## Carriera

### Club
Il 17 agosto 2021 viene ufficializzato il suo passaggio tra le file del Spalato.

## Palmarès

### Club

#### Competizioni nazionali
- Supercoppa slovena: 1

Primorska: 2019
- Coppa di Slovenia: 2

Primorska: 2020
Krka Novo mesto: 2021

#### Competizioni internazionali
- Alpe Adria Cup: 1

Zlatorog Laško: 2017-18